# سیارک ۲۳۴۴۴
سیارک ۲۳۴۴۴ (به انگلیسی: 23444 Kukucin، نامگذاری:1986TV6) بیست و سه هزار و چهارصد و چهل و چهارمین سیارک کشف شده‌است که در ۵ اکتبر ۱۹۸۶ کشف شد.
قدر مطلق سیارک برابر ۲۴.۵ است.